# Hellmut Ritter
Hellmut Ritter (* 27. Februar 1892 in Hessisch Lichtenau; † 19. Mai 1971 in Oberursel; auch Helmuth Ritter und Helmut Ritter geschrieben) war ein deutscher Orientalist.

## Leben
Der Sohn des evangelischen Pfarrers Gottfried Theodor Ritter besuchte das Gymnasium in Gütersloh. Seine Brüder waren der Historiker Gerhard Ritter und der Theologe Karl Bernhard Ritter. 
Nach seinem Studium bei Carl Brockelmann und Paul Kahle in Halle und Carl Heinrich Becker in Straßburg von 1910 bis 1913, war er ein Jahr als Assistent von Aby Warburg an der Universität Hamburg tätig und von 1914 bis 1918 Dolmetscher für Arabisch, Türkisch und Persisch bei deutschen Truppenverbänden im Irak und in Palästina. Zudem war er von 1914 bis 1919 Mitarbeiter am Lehrstuhl von Carl Heinrich Becker, wo  er 1919 sich habilitierte. Er nahm danach eine Professur an der Hamburger Universität an, wo er in den folgenden Jahren mehrere Schriften verfasste. 
1925 wurde er wegen § 175 verurteilt und zu einer Zuchthausstrafe verurteilt. Ritter ging danach 1926 im Auftrag der Deutschen Morgenländischen Gesellschaft nach Istanbul, wo er die Leitung der dortigen Nebenstelle übernahm. Dort förderte er die islamwissenschaftliche Forschung durch eine verstärkte Nutzung der in Istanbul befindlichen Handschriftensammlungen und des zentralen Archivs des Osmanischen Reiches und sorgte dafür, dass die bislang nur marginal vertretenen Disziplinen Turkologie, Osmanistik und Türkeikunde verstärktes Interesse in Deutschland fanden. Ab 1935 lehrte Ritter auch als Professor für Orientalische Philologie an der Universität Istanbul, wo er darauf bestand, dass seine Schüler jährlich eine neue Sprache erlernten. Ritter war Vorsitzender des Orientalischen Instituts Istanbul. Sein Nachfolger wurde sein ehemaliger Assistent und Student, der türkische Orientalist Ahmed Ateş.
Während der Zeit des Nationalsozialismus verblieb Ritter in Istanbul. Er lehnte das NS-Regime entschieden ab.
1949 kehrte er nach Deutschland zurück und übernahm 1953 eine Professur am Orientalischen Seminar an der Universität Frankfurt, wo er 1956 emeritiert wurde. Sodann zog er wieder nach Istanbul und nahm seine Lehrtätigkeit an der Universität Istanbul wieder auf. Zu seinen Schwerpunkten gehörte jetzt auch die Erforschung des Turoyo, einer ostaramäischen Sprache. Einer seiner bekanntesten Schüler ist Fuat Sezgin, der Gründer des Institutes für Geschichte der Arabisch-Islamischen Wissenschaften. Seit 1966 war er korrespondierendes Mitglied der British Academy.  
Im Alter von 77 Jahren beendete Hellmut Ritter 1969 seine berufliche Tätigkeit und kehrte nach Deutschland zurück. Er verstarb 1971 in Oberursel.

## Veröffentlichungen (Auswahl)
- Picatrix, ein arabisches Handbuch hellenistischer Magie. In: Fritz Saxl (Hrsg.): Vorträge der Bibliothek Warburg 1921–1922. Leipzig/Berlin 1923, S. 94–124.
- Über die Bildersprache Nizami’s. 1927.
- als Hrsg.: al-Ḥasan ibn Mūsā an-Naubaḫtī. Die Sekten der Schia. (Edition des arabischen Textes). 1931.
- Karagös. Türkische Schattenspiele, hrsg. üb. und erl. von Helmut Ritter. Istanbul 1941. Deutscher und türkischer Text.
- Ahmad Ghazzali: Aphorismen über die Liebe, hrsg. von Hellmut Ritter. 1942. VII dt. Text und 106 S. arab. Text.
- Philologika XIII. Arabische Handschriften in Anatolien und Istanbul. In: Oriens 2, 1949, 236–314.
- Asrar al-balagha, the mysteries of eloquence. 1954.
- Das Meer der Seele. Mensch, Welt und Gott in den Geschichten des Farīduddīn ʿAṭṭār. Leiden 1955.
- Die Geheimnisse der Wortkunst (Asrār al-balāgha) des ʿAbdalqāhir al-Curcānī. Aus dem Arabischen übersetzt und mit Anmerkungen versehen von Hellmut Ritter. 1959. 33* u. 479 S. dt. Text.
- Al Ghasâli: Das Elixier der Glückseligkeit. Düsseldorf 1959 (2. Auflage 1981). [Auswahlübersetzung aus Kīmiyā-i saʿādat und Iḥyāʾ ʿulūm ad-dīn, beide von Abū Ḥāmid Muḥammad ibn Muḥammad al-Ġazālī.]
- als Übersetzer mit Martin Plessner: „Picatrix“. Das Ziel des Weisen von Pseudo-Mağrītī. London 1962 (= Studies of the Warburg Institute. Band 27).
- Abū l-Ḥasan ʿAlī ibn Ismāʿīl al-Ašʿarī: Die dogmatischen Anhänger der Lehren des Islam. [Edition des arabischen Textes] hrsg. von Hellmut Ritter. 1963. XXXIII, 677 S. arab. Text.
- Tūrōyo: Die Volkssprache der syrischen Christen des Tūr ʿAbdîn. Hrsg. vom Orient-Institut der Deutschen Morgenländischen Gesellschaft, Beirut. 5 Bände. Steiner, Wiesbaden 1967–1990.
- Fariduddin Attar: Geschichten und Aphorismen des persischen Dichters und Mystikers. Übersetzt von Hellmut Ritter. Tiessen, Neu-Isenburg 1995, ISBN 3-928395-12-2.

## Nachlass
Ein Teil des Nachlasses von Hellmut Ritter wird als Depositum im  Hessischen Staatsarchiv Marburg (Bestand 340 Ritter b) aufbewahrt.

## Dokumentarfilm
- Hayal (BRD/Türkei 1990, u. a. mit Merlyn Solakhan, Manfred Blank) ist ein Dokumentarfilm über das Karagözspiel sowie Leben und Werk Ritters, der den größten Teil seines Arbeitslebens in Istanbul zugebracht hat und dem wir fast alles verdanken, was wir heute über das Karagözspiel wissen.